# Henry Roujon
Henry Roujon (* 1. September 1853 in Paris; † 1. Juni 1914 ebenda) war ein französischer Staatsbeamter, Journalist und Mitglied der Académie française.

## Leben
Henry François Joseph Roujon war der Sohn eines aus Vic-Fezensac in der Gascogne stammenden Arztes. Er besuchte Gymnasien in Paris, studierte Rechtswissenschaft und schloss 1874 mit der Licence ab. Dann war er kurzzeitig Mitarbeiter der von Catulle Mendès gegründeten Zeitschrift La République des lettres und 1875 deren Redaktionssekretär. Er schrieb unter dem Pseudonym Henry Laujol. Ab 1876 machte er Karriere im Ministerium für Unterricht und Kunst, wurde 1880 Sekretär von Jules Ferry und 1882 Kabinettschef. Von 1891 bis 1903 leitete er im Ministerium die Abteilung für Schöne Künste. Dann wechselte er auf den Posten des ständigen Sekretärs (Secrétaire perpétuel) der Académie des Beaux-Arts, der er seit 1899 als freies Mitglied angehörte und den er bis zu seinem Tod besetzte.
Roujon schrieb über lange Zeit regelmäßig Glossen für die Zeitungen Le Figaro und Le Temps, die er später in Buchpublikationen sammelte. 1911 wurde er in die Académie française (Sitz Nr. 28) gewählt. Zu seinen Freunden zählte Anatole France. Er starb 1914 im Alter von 60 Jahren. In Vic-Fezensac trägt eine Straße seinen Namen.

## Werke
- Miremonde. Ollendorff, Paris 1895. (Vorwort von Alexandre Dumas dem Jüngeren) (Roman)
- Au milieu des hommes. Rueff, Paris 1906. (Glossensammlung)
- En marge du temps. Hachette, Paris 1908. (Glossensammlung)
- La galerie des bustes. Rueff, Paris 1908. Hachette, Paris 1909. (Glossensammlung)
- (mit anderen) L'Institut de France. Paris 1909.
- Dames d’autrefois. Hachette, Paris 1911. (50 historische Frauenporträts)
- Artistes et amis des arts. Hachette, Paris 1912. (11 Porträts von Zeitgenossen)